# Сомониён (Баткенская область)
Сомониён (прежде Майский) — село в Баткенском районе Баткенской области Кыргызстана, на киргизско-таджикской границе. 

## История
27 февраля 2025 года Таджикистан передал село Самониён Кыргызстану в рамках делимитации и демаркации государственной границы.
13 марта 2025 года соглашение вступило в силу после встречи глав республик Садыра Жапарова и Эмомали Рахмон.

## География
Село заселено после 1975 года, когда работники бригады №14 колхоза имени Калинина (ныне совхоз «Иттифок»), в основном проживавшие на окраинах Чоркуха, получили земельные наделы
.
В селе работает средняя школа №64.

## Население
Население — 600 человек (2017 г.), таджики и киргизы.